# USS Oriskany (CV-34)
O USS Oriskany (CV-34) foi um porta-aviões da Marinha dos Estados Unidos, pertencente à Classe Ticonderoga.

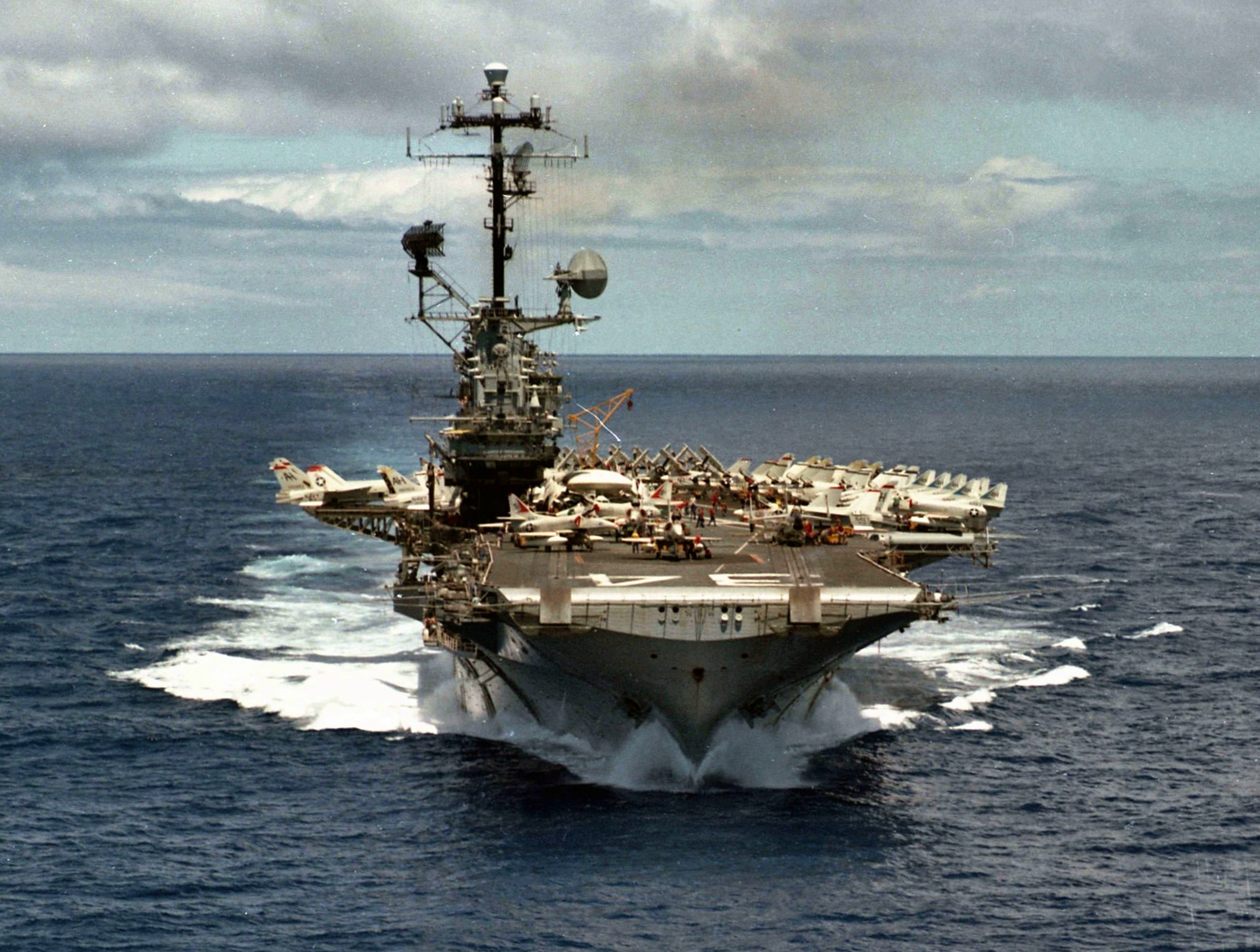
USS Oriskany (CV-34) em deslocamento para atuar na Guerra do Vietnam (1967).
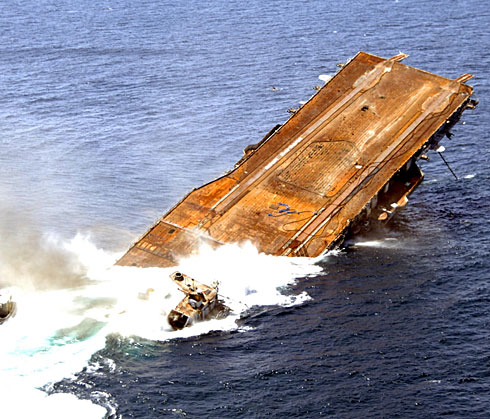
Afundamento do USS Oriskany (CV-34) em 2006.
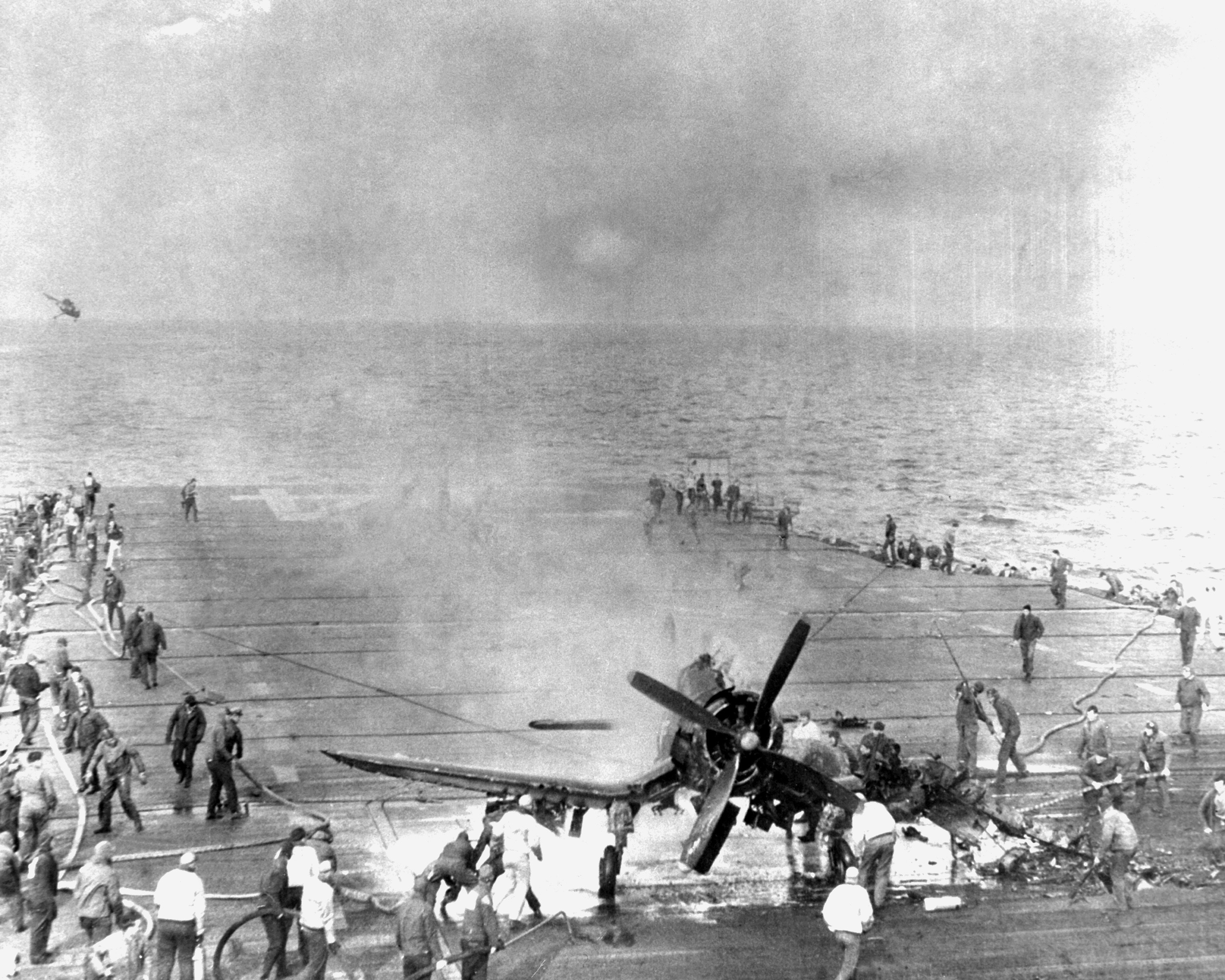
Acidente com um Vought F4U Corsair.

## Missões
O Oriskany esteve em serviço na área do Oceano Pacífico em 1970. O navio foi condecorado por sua atuação na Guerra da Coreia e Guerra do Vietnã.
O navio foi afundado ao largo da costa da Flórida no Golfo do México em maio de 2006, para a formação de um recife artificial.